# Justin Kripps
Justin Kripps (Naalehu, 6 gennaio 1987) è un bobbista canadese, campione olimpico nel bob a due a Pyeongchang 2018 e vincitore della Coppa del Mondo 2017/18 nella specialità biposto e nella combinata maschile.

## Biografia

### 2006–2010: la carriera da frenatore
Nato alle Hawaii, Kripps iniziò la sua carriera bobbistica nel 2006 come frenatore per la squadra nazionale canadese. Esordì in Coppa del Mondo nella stagione 2007/08, il 1º dicembre 2007 a Calgary, occasione in cui ottenne anche il suo primo podio (3º nel bob a quattro); vinse la sua prima gara il 13 gennaio 2008 a Cortina d'Ampezzo sempre nella gara a quattro con Pierre Lueders a condurre la slitta. 
In qualità di frenatore ha partecipato alle olimpiadi di Vancouver 2010 classificandosi al quinto posto nel bob a quattro gareggiando nell'equipaggio pilotato da Pierre Lueders. Ha inoltre preso parte a due edizioni dei campionati mondiali unicamente nella specialità a quattro, piazzandosi ventunesimo a Sankt Moritz 2007 e decimo ad Altenberg 2008.

### 2010: il passaggio al ruolo di pilota

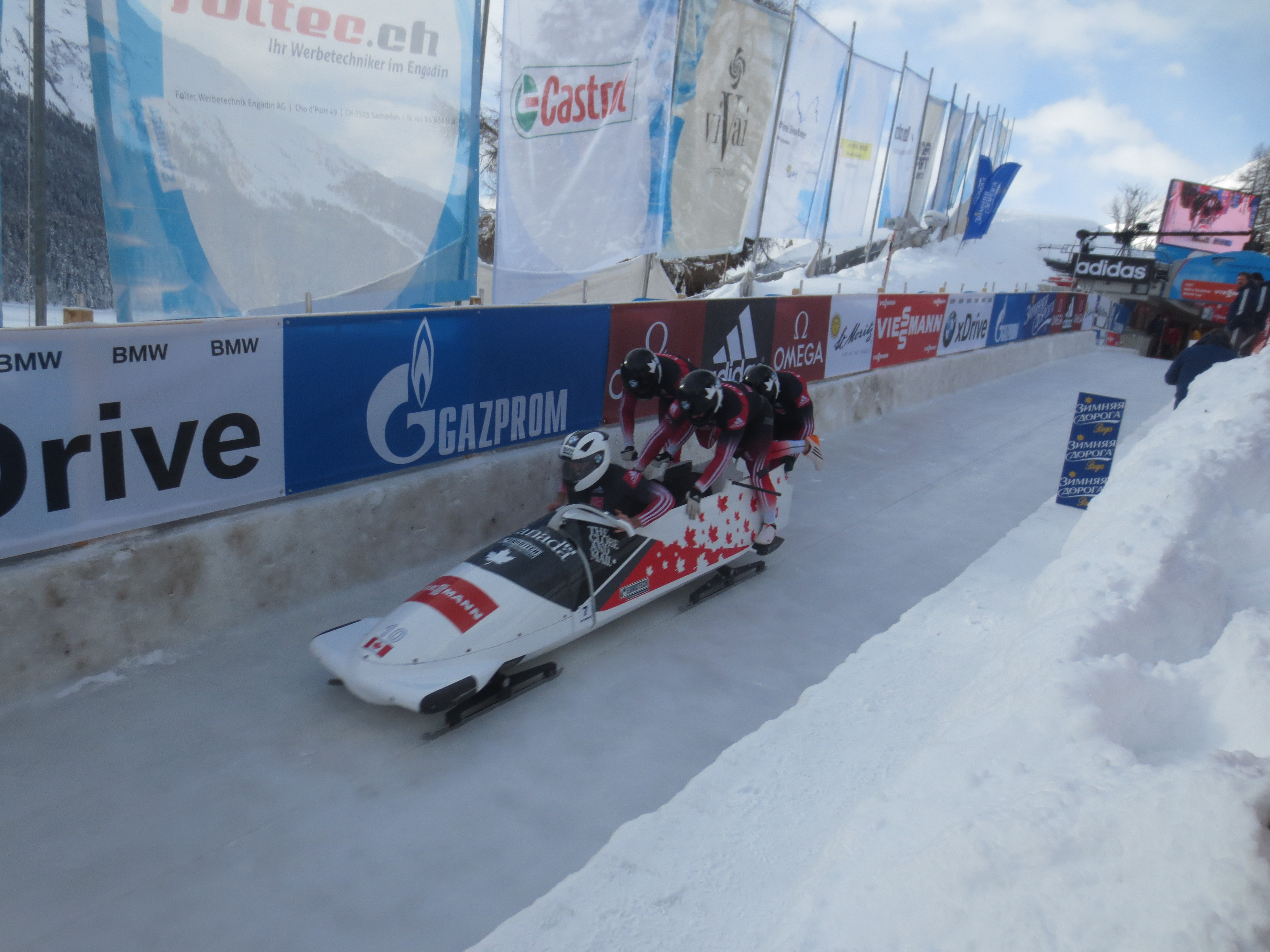
Kripps alla guida del bob a quattro a Sankt Moritz nel 2015, durante la quinta tappa della Coppa del Mondo 2014/15

Nell'inverno del 2010 decise di cimentarsi nel ruolo di pilota debuttando in Coppa Nordamericana a novembre 2010 e in Coppa Europa a novembre 2011. Esordì invece nel massimo circuito mondiale nella nuova veste sul finire della stagione 2011/12, il 4 febbraio 2012 a Whistler dove si piazzò al 17º posto nel bob a due, conquistò il suo primo podio nonché la sua prima vittoria da pilota il 25 gennaio 2014 a Schönau am Königssee nel bob a due in coppia con Bryan Barnett. Ha trionfato in classifica generale sia nel bob a due che nella combinata maschile nel 2017/18 mentre detiene quale miglior piazzamento nel bob a quattro il terzo posto raggiunto nella stagione 2019/20.
Ha preso parte come pilota a due edizioni dei Giochi olimpici invernali: a Soči 2014 si piazzò quarto nel bob a due e ventottesimo nel bob a quattro. Quattro anni dopo, a Pyeongchang 2018, vinse la medaglia d'oro nella gara biposto con Alexander Kopacz, giungendo al traguardo con il medesimo tempo dell'equipaggio tedesco pilotato da Francesco Friedrich; nell'occasione vennero infatti assegnate due medaglie d'oro. Kripps è il terzo pilota nella storia del bob canadese a laurearsi campione olimpico (il secondo nel bob a due), dopo i successi di Victor Emery nel bob a quattro a Innsbruck 1964 e di Pierre Lueders a Nagano 1998 nella specialità biposto.

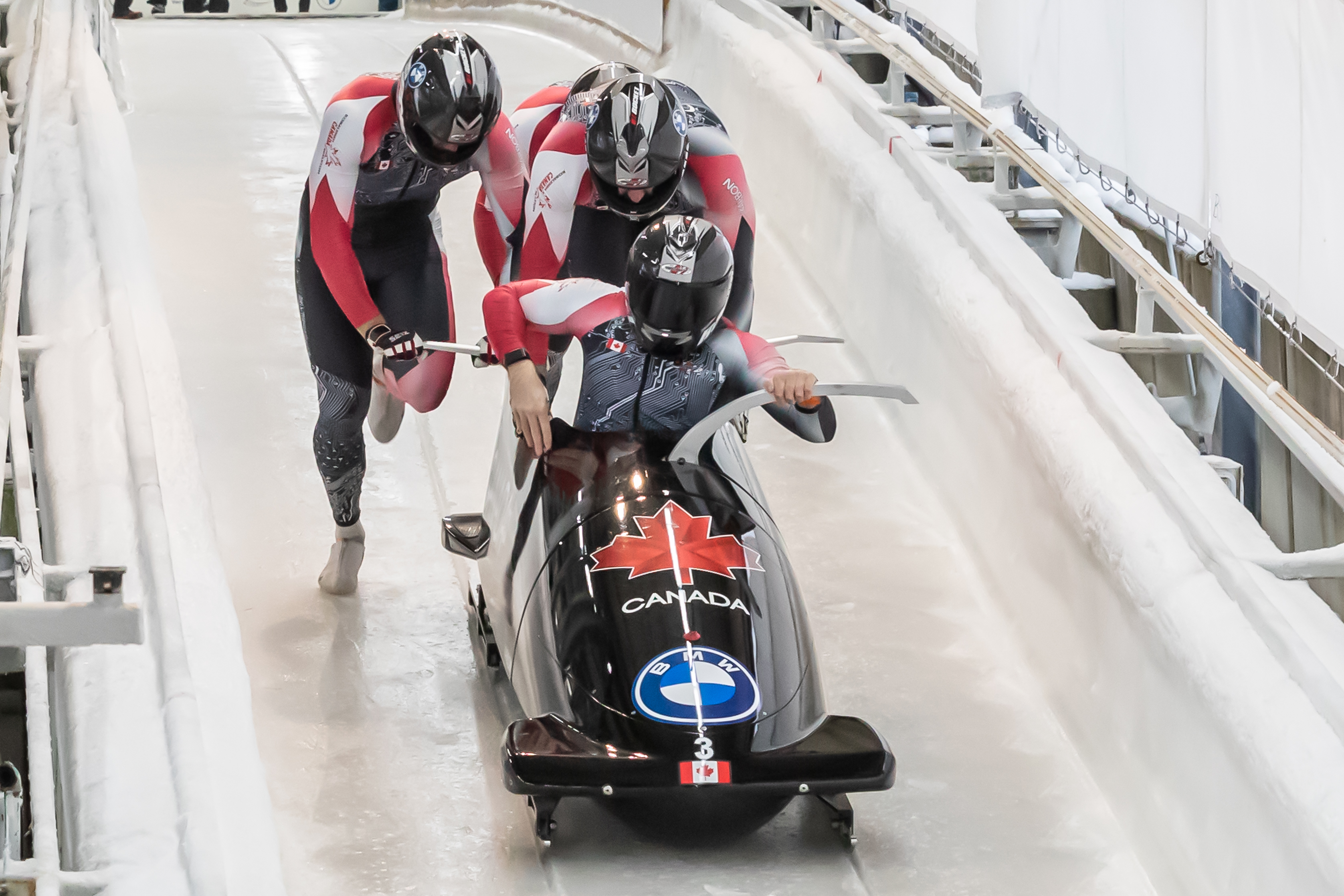
Justin Kripps alla guida del bob a quattro ai campionati mondiali di Altenberg 2021

Ha altresì partecipato a ulteriori otto edizioni dei campionati mondiali (che si aggiungono alle due disputate da frenatore), conquistando un totale di quattro medaglie. Nel dettaglio i suoi risultati da pilota nelle prove iridate sono stati, nel bob a due: diciassettesimo a Lake Placid 2012, dodicesimo a Sankt Moritz 2013, ventunesimo a Winterberg 2015, ottavo a Innsbruck 2016, medaglia d'argento a Schönau am Königssee 2017 in coppia con Jesse Lumsden, medaglia d'argento a Whistler 2019 con Cameron Stones, undicesimo ad Altenberg 2020 e decimo ad Altenberg 2021; nel bob a quattro: squalificato a Lake Placid 2012, ventunesimo a Sankt Moritz 2013, tredicesimo a Winterberg 2015, sedicesimo a Innsbruck 2016, sesto a Schönau am Königssee 2017, medaglia di bronzo a Whistler 2019 con Ryan Sommer, Cameron Stones e Benjamin Coakwell, non partito nella terza manche ad Altenberg 2020 e quinto ad Altenberg 2021; nella gara a squadre: medaglia di bronzo a Lake Placid 2012, sesto a Sankt Moritz 2013, medaglia di bronzo a Winterberg 2015, quinto a Innsbruck 2016 e nono a Schönau am Königssee 2017.

## Palmarès

### Olimpiadi
- 1 medaglia:
  - 1 oro (bob a due a Pyeongchang 2018).

### Mondiali
- 5 medaglie:
  - 2 argenti (bob a due a Schönau am Königssee 2017; bob a due a Whistler 2019);
  - 3 bronzi (gara a squadre a Lake Placid 2012; gara a squadre a Winterberg 2015; bob a quattro a Whistler 2019).

### Coppa del Mondo
- Vincitore della classifica generale del bob a due nel 2017/18.
- Vincitore della classifica generale della combinata maschile nel 2017/18.
- Miglior piazzamento in classifica generale nel bob a quattro: 3º nel 2019/20.
- 39 podi (21 nel bob a due, 18 nel bob a quattro):
  - 7 vittorie (2 nel bob a due, 5 nel bob a quattro);
  - 12 secondi posti (8 nel bob a due, 4 nel bob a quattro);
  - 20 terzi posti (11 nel bob a due, 9 nel bob a quattro).

#### Coppa del Mondo - vittorie
| Data             | Luogo                | Paese       | Disciplina                                                       |
| ---------------- | -------------------- | ----------- | ---------------------------------------------------------------- |
| 13 gennaio 2008  | Cortina d'Ampezzo    | Italia      | a quattro con Pierre Lueders (pilota), Ken Kotyk e David Bissett |
| 25 gennaio 2014  | Schönau am Königssee | Germania    | a due con Bryan Barnett                                          |
| 6 gennaio 2018   | Altenberg            | Germania    | a due con Alexander Kopacz                                       |
| 16 febbraio 2019 | Lake Placid          | Stati Uniti | a quattro con Ryan Sommer, Cameron Stones e Benjamin Coakwell    |
| 14 dicembre 2019 | Lake Placid          | Stati Uniti | a quattro con Ryan Sommer, Cameron Stones e Benjamin Coakwell    |
| 15 dicembre 2019 | Lake Placid          | Stati Uniti | a quattro con Ryan Sommer, Cameron Stones e Benjamin Coakwell    |
| 2 febbraio 2020  | Sankt Moritz         | Svizzera    | a quattro con Ryan Sommer, Cameron Stones e Benjamin Coakwell    |

### Circuiti minori

#### Coppa Europa
- Miglior piazzamento in classifica generale nel bob a due: 18º nel 2018/19;
- Miglior piazzamento in classifica generale nel bob a quattro: 18º nel 2018/19;
- Miglior piazzamento in classifica generale nella combinata maschile: 18º nel 2018/19;
- 5 podi (3 nel bob a due, 2 nel bob a quattro):
  - 3 vittorie (2 nel bob a due, 1 nel bob a quattro);
  - 2 secondi posti (1 nel bob a due, 1 nel bob a quattro).

#### Coppa Nordamericana
- Miglior piazzamento in classifica generale nel bob a due: 12° nel 2011/12;
- Miglior piazzamento in classifica generale nel bob a quattro: 6° nel 2011/12;
- Miglior piazzamento in classifica generale nella combinata maschile: 6° nel 2011/12;
- 20 podi (9 nel bob a due, 11 nel bob a quattro):
  - 14 vittorie (6 nel bob a due, 8 nel bob a quattro);
  - 4 secondi posti (2 nel bob a due, 2 nel bob a quattro);
  - 2 terzi posti (1 nel bob a due, 1 nel bob a quattro).